# 4108 Rakos
4108 Rakos је астероид главног астероидног појаса са средњом удаљеношћу од Сунца која износи 2,641 астрономских јединица (АЈ).
Апсолутна магнитуда астероида је 13,6.